# 선댄스 영화제
선댄스 영화제(Sundance Film Festival)는 매년 1월 미국 유타주에서 열리는 독립 영화와 다큐멘터리 영화를 위한 국제 영화제이다. 배우인 로버트 레드퍼드가 주축이 되어 생겨났다. 선댄스 협회가 조직한다. 미국 최대의 독립 영화제이며 2016년에는 46,660명 이상이 참석하였다.

## 이름
영화제의 이름인 선댄스는 영화 《내일을 향해 쏴라》(Butch Cassidy and the Sundance Kid)에서 로버트 레드퍼드가 맡은 역할인 선댄스 키드(Sundance Kid)에서 따왔다.

## 개요
로버트 레드퍼드의 선댄스 재단이 1985년 미국 영화제라는 소규모의 영화제를 흡수하면서 출발하였다. 영화제 치고는 소규모이며, '자유롭게 사고하며 인디 영화들을 장려 육성한다'는 목적을 고수하면서 신중하게 작품들을 선별해내고 있으며, 잘 나가는 상업영화제가 되는 것에는 관심을 두지 않는다. 선댄스 재단의 랩(Lab:Jaboratory)에 시나리오가 채택될 경우 제작비를 보조받을 뿐 아니라 다음 해의 선댄스 영화제에 자동 출품되며 심지어 제작사의 배급사가 붙게 되는 실용적인 혜택마저 얻을 수 있다.
매년 1월 유타주 파크시티에서 열린다.

## 같이 보기
- 선댄스TV